# Pena de muerte en Bielorrusia
La pena capital es una sanción legal en Bielorrusia. Al menos cuatro ejecuciones se llevaron a cabo en el país en 2018.
También conocida como medida excepcional de castigo (en ruso: Исключительная Мера Наказания, ИМН),  ha sido parte del sistema legal del país desde que se independizó de la Unión Soviética el 25 de agosto de 1991. La constitución nacional actual prescribe este castigo por "crímenes graves". Leyes posteriores han aclarado los delitos específicos para los que se puede aplicar la pena capital. La pena de muerte puede imponerse por delitos que se cometen contra el Estado o contra particulares. Algunos delitos no violentos también pueden ser punibles con la muerte. A partir de 2021, Bielorrusia es el único país de Europa que sigue aplicando la pena de muerte. Las ejecuciones se llevan a cabo con un solo tiro en la nuca.
Tras un referéndum sobre el tema, el gobierno bielorruso tomó medidas para cambiar la forma en que se impone y ejecuta la pena capital. Organizaciones internacionales, como las Naciones Unidas, han criticado los métodos que utiliza Bielorrusia para ejecutar la pena capital. El uso de la pena capital es un factor que mantiene al país fuera del Consejo de Europa.

## Legislación
El artículo 24 de la Constitución de Bielorrusia establece que:

Hasta su abolición, la pena de muerte puede aplicarse de conformidad con la ley como pena excepcional por delitos especialmente graves y sólo de conformidad con el veredicto de un tribunal de justicia.

Según el Código Penal de la República de Bielorrusia, la pena capital puede imponerse por los siguientes actos:
- Lanzar o conducir una guerra de agresión (Artículo 122, Parte 2)
- Asesinato de un representante de un estado extranjero u organización internacional para provocar complicaciones internacionales o guerra (Artículo 124, Parte 2)
- Terrorismo internacional (artículo 126)
- Genocidio (artículo 127)
- Crímenes de lesa humanidad (artículo 128)
- Aplicación de armas de destrucción masiva en virtud de los tratados internacionales de la República de Bielorrusia (artículo 134)
- Violación de las leyes y usos de la guerra (artículo 135, parte 3)
- Homicidio cometido bajo circunstancias agravantes (artículo 139, parte 2)
- Terrorismo (Artículo 289, Parte 3)
- Traición relacionada con el asesinato (artículo 356, parte 2)
- Conspiración para tomar el poder estatal (artículo 357, parte 3)
- Actos terroristas (artículo 359)
- Sabotaje (artículo 360, parte 2)
- Asesinato de un oficial de policía (artículo 362)[7]

La mayoría de las condenas a pena de muerte fueron por asesinato cometido bajo circunstancias agravantes. Los procedimientos judiciales que involucren casos de pena capital deben implicar una "consideración colegiada", compuesta por un juez y dos asesores populares. Los asesores del Pueblo se eligen entre la población general, de manera similar al sistema de jurado.
A lo largo de los años, se ha reducido el número de delitos susceptibles de pena de muerte y el tipo de condenados susceptibles de recibirla. En 1993, cuatro delitos económicos que habrían resultado en sentencias de muerte durante la era soviética fueron eliminados de la lista de delitos capitales por votación del parlamento y fueron reemplazados por penas de prisión sin libertad condicional.  Aunque el número total de categorías de delitos que califican para la pena capital disminuyó durante este tiempo, el Decreto Presidencial n.º 21, emitido el 21 de octubre de 1997, agregó "terrorismo" a la lista de delitos capitales. Cuando se actualizó el Código Penal en 1999, se redujo aún más el número de delitos capitales. Esta reducción se vio favorecida por la introducción de la cadena perpetua en diciembre de 1997.
Desde el 1 de marzo de 1994, las mujeres no son elegibles para la pena capital y las personas menores de 18 años en el momento del delito o mayores de 65 años en el momento de la sentencia están exentas de la pena capital desde enero de 2001. A los enfermos mentales se les puede conmutar la pena de muerte. Según el artículo 84 de la Constitución, el presidente "puede otorgar indultos a los ciudadanos condenados". Desde el 30 de junio de 2003 hasta el 30 de junio de 2005, el presidente Aleksandr Lukashenko concedió dos indultos a reclusos condenados a muerte y denegó una de esas solicitudes.
En 2000, la Asamblea Parlamentaria del Consejo de Europa condenó "en los términos más enérgicos posibles las ejecuciones en Bielorrusia y deplora el hecho de que Bielorrusia sea actualmente el único país de Europa donde se aplica la pena de muerte y, además, se aplica de forma regular y generalizada. ".
Bielorrusia es el único país europeo que ha llevado a cabo ejecuciones en el siglo XXI. Los miembros del Consejo Europeo sugirieron en 2001 que Bielorrusia aboliera la pena capital antes de que pueda solicitar ser miembro del Consejo. Bielorrusia (como la República Socialista Soviética de Bielorrusia) firmó el Pacto Internacional de Derechos Civiles y Políticos en 1973. Esta convención, sin embargo, no abolió la pena de muerte, pero impone ciertas condiciones sobre su implementación y uso.
El 7 de diciembre de 2022, los legisladores bielorrusos aprobaron un proyecto de ley que castiga la alta traición entre funcionarios y militares con la pena de muerte. El proyecto de ley también incluye el enjuiciamiento por "difundir información falsa que desacredita a las Fuerzas Armadas de Bielorrusia".

## Procedimiento
Antes de ser ejecutados, todos los presos en el corredor de la muerte son trasladados al Centro de Detención n.º 1 de Minsk, con sede en el Castillo de Pischalauski. El método utilizado para llevar a cabo la sentencia es la ejecución por fusilamiento. El verdugo es miembro del "comité de ejecución de sentencias", que también elige el lugar donde se llevará a cabo la ejecución. Según el libro The Death Squad de Oleg Alkayev, el día de la ejecución, el condenado es transportado a un lugar secreto donde los funcionarios le informan que todas las apelaciones han sido rechazadas. Luego, al convicto se le vendan los ojos y se lo lleva a una habitación cercana, donde dos miembros del personal lo obligan a arrodillarse. Luego, el verdugo dispara al convicto en la nuca con una pistola PB-9 equipada con un silenciador. Según Alkayev, "todo el procedimiento, comenzando con el anuncio sobre las apelaciones denegadas y terminando con el disparo, no dura más de dos minutos".
Una vez ejecutada la sentencia, un médico de la prisión y otros funcionarios certifican que se ha realizado la ejecución y se prepara un certificado de defunción. Los restos de los condenados son enterrados en secreto y se notifica a la familia que se ha producido la ejecución. El coronel Oleg Alkayev, ex director del Centro de Detención n.º 1, afirmó que se llevaron a cabo unas 130 ejecuciones en la prisión entre el diciembre de 1996 y mayo de 2001, cuando salió de Bielorrusia para vivir en el exilio en Berlín, Alemania.

## Número de ejecuciones
La siguiente es una estimación aproximada del número de ejecuciones llevadas a cabo desde 1985, según el Ministerio del Interior de Bielorrusia (MVD):
- 1985 – 21
- 1986 – 10
- 1987 – 12
- 1988 – 12
- 1989 –  5
- 1990 – 20
- 1991 – 14
- 1992 – 24
- 1993 – 20
- 1994 – 24
- 1995 – 46
- 1997 – 46
- 1998 – 47
- 1999 – 13
- 2000 – 4
- 2001 – 7[8]
- 2007 – al menos una
- 2008 – al menos 4
- 2009 – 0
- 2010 – 2
- 2011 – 2[22]
- 2012 – 1
- 2013 – 3
- 2014 – 3[23]
- 2015 – 0
- 2016 – 4[24]
- 2017 – 2[25][26]
- 2018 – 4[27][28]
- 2019 – 2
- 2020 – 0
- 2021 – 0
- 2022 – 1

Se desconoce el número exacto de personas ejecutadas en Bielorrusia, ya que los últimos documentos publicados por el gobierno bielorruso datan de 2006. Además, otras fuentes, en particular la Agencia Privada de Noticias de Bielorrusia (BelaPAN), han publicado datos algo diferentes. BelaPAN registra 278 ejecuciones entre 1992 y 2010 con dos hombres adicionales condenados a muerte en septiembre de 2010. Debido a algunas de las prácticas del MVD, tales como la no divulgación de las tumbas de los ejecutados, esto es una violación del protocolo de la Organización para la Seguridad y la Cooperación en Europa para hacer pública la información sobre la pena capital.

## Opinión pública
En un referéndum de 1996, una de las siete preguntas formuladas fue sobre la abolición de la pena de muerte. Según los resultados de este referéndum, el 80,44% de los bielorrusos estaban en contra de su abolición. Sin embargo, en el momento del referéndum, la pena de prisión más larga disponible era de 15 años. Desde entonces se introdujo la pena de cadena perpetua (en diciembre de 1997). No ha habido encuestas más recientes para determinar si el cambio en la sentencia máxima de prisión afectó el sentimiento público sobre la pena de muerte.
Más recientemente, un grupo de trabajo especial del parlamento anunció planes para realizar una encuesta de opinión pública, pero el Centro de Información y Análisis de la Administración del Presidente se hizo cargo de esta tarea. El Centro publicó un informe titulado "Opinión pública sobre la actividad de los órganos de asuntos internos de la República de Bielorrusia", que incluía preguntas sobre la pena de muerte y las actitudes de los ciudadanos bielorrusos sobre la abolición de la pena capital. Esa encuesta mostró que solo el 4,5% de los encuestados estaba en contra de la pena capital en todos los casos, el 79,5% consideraba que la pena capital era un castigo apropiado para al menos algunos delitos graves y alrededor del 10% tuvo dificultades para responder estas preguntas o no ofreció ninguna opinión.
Se han tomado varias medidas para reducir la imposición de la pena de muerte en Bielorrusia. La Ley de la República de Bielorrusia del 31 de diciembre de 1997 agregó el artículo 22, que permite "la pena de prisión por el término de su vida (cadena perpetua) como alternativa a la pena capital". Desde entonces, la pena capital también se ha restringido a hombres de entre 18 y 65 años.

## Casos judiciales
El 11 de marzo de 2004, el Tribunal Constitucional de la República de Bielorrusia llegó a la conclusión de que dos artículos del Código Penal eran incompatibles con la Constitución de Bielorrusia. El Tribunal afirmó que el presidente o la Asamblea Nacional podían tomar la decisión de suspender o abolir por completo la pena de muerte. Posteriormente, en octubre de 2005, el Parlamento aprobó una enmienda al Código Penal que declaraba que el uso continuado de la pena de muerte era sólo temporal.